# HP Jornada
Jornada — серия карманных персональных компьютеров (КПК), производившихся компанией Hewlett-Packard в 1998 — 2002 годах. Все модели Jornada работали под управлением различных операционных систем на основе Microsoft Windows CE: Handheld PC, Palm-Size PC и Pocket PC. В 2002 году, после объединения компаний Hewlett-Packard и Compaq, линейка устройств Jornada была заменена на более популярную линейку iPAQ.

## Список моделей

### Handheld PC
Handheld PC — устройства занимающие промежуточное положение между ноутбуками и КПК. По размерам они больше КПК и  оснащаются QWERTY клавиатурой, а также рядом характерных для ноутбуков интерфейсов, но по функциональности существенно уступают портативным компьютерам. В русском языке такие устройства, независимо от размеров, часто называют клавиатурными КПК. Handheld PC линейки Jornada являются продолжением клавиатурных КПК Hewlett-Packard серии LX

#### Jornada 820/820e
Handheld PC Jornada 820 - первый представитель серии Jornada, был анонсирован в конце 1998 года. Устройство работало под управлением операционной системы Microsoft Handheld PC Professional Edition 3.0 (Windows CE 2.11). Аппаратная часть была построена на базе ARM-процессора Intel StrongARM с частотой 190 МГц, размер памяти составлял 16 МБ ОЗУ  и 16 МБ ПЗУ. Среди прочих моделей клавиатурных КПК компании данная модель выделялась в первую очередь большим экраном с диагональю 8,2 дюйма (208 мм) с полноценным VGA-разрешением (640x480 точек). Экран отображал 256 цветов, но, в отличие от других handheld PC серии Jornada, не был сенсорным. В качестве устройства указания использовался небольшой тачпад. По габаритам (246 x 178 x 32,5 мм), весу (1115 грамм с батареей) , набору интерфейсов (последовательный порт, совместимый с RS-232, порт USB 1.1, инфракрасный порт (FIR, 4 Мбит/с), разъём PCMCIA, поддержка  карт памяти Compact Flash, встроенный модем, обеспечивающий скорость до 56 кбит/с.), да и внешнему виду Jordana 820 был ближе к ноутбукам. Jornada 820e отличалась от базовой модели отсутствием встроенного модема.
Модели Jornada 820/820e позиционировалась как бюджетная альтернатива ноутбукам, отличающаяся большим временем автономной работы (до 10 часов со стандартным аккумулятором) и достаточным для бизнес-пользователя набором функций. Для данных устройств были доступны дополнительные опции, такие как карта расширения ОЗУ объёмом 16 МБ, батарея увеличенной ёмкости и т.п. Jornada 820, как и ряд других подобных моделей прочих производителей, можно считать одним из предшественников  современных нетбуков.

#### Jornada 680/680e

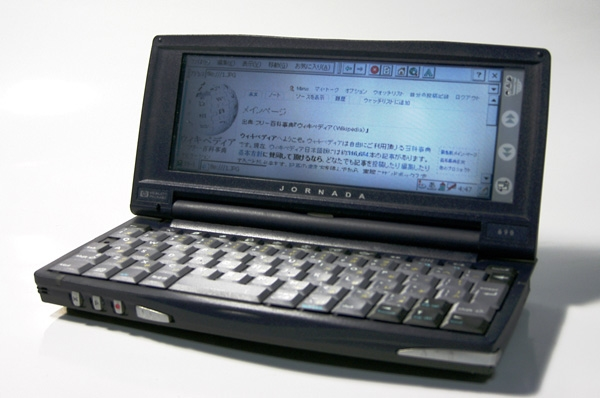
клавиатурный КПК (handheld PC) HP Jornada 680/690

Клавиатурный КПК (handheld PC) Jornada 680, как и Jornada 820, был представлен публике в конце 1998 года. Как и старшая модель, Jornada 680 работала под управлением Microsoft Handheld PC Professional 3.0 (Windows CE 2.11), но аппаратно была ближе к предыдущим устройствам серии LX. В устройстве использовался SH3-процессор Hitachi с частотой 133 МГц. Объём ОЗУ составлял 16 МБ, ПЗУ также 16 МБ. Экран устройства был сенсорным, отображал до 65536 цветов (после обновления драйвера), размер диагонали — 6,5 дюйма (165 мм), разрешение — 640x240. Для расширения функциональности можно было использовать разъём PCMCIA, присутствовал разъём для карт памяти Compact Flash. Для связи с внешними устройствами использовался инфракрасный порт (SIR/CIR, 115,2 кбит/c) и, традиционный для клавиатурных КПК Hewlett-Packard, последовательный порт, совместимый с RS-232 (c проприетарным разъёмом). Кроме того, в модели Jornada 680 присутствовал встроенный модем, обеспечивающий скорость до 56 кбит/с (отсутствовал в Jornada 680e). Габариты устройства составляли 189 x 95 x 34 мм, а вес 510 грамм.

#### Jornada 690/690e
Клавиатурный КПК (handheld PC) Jornada 690 был представлен публике в 1999 году. Модель была в целом аналогична Jornada 680 и отличалась лишь обновлённым программным обеспечением и увеличенным до 32 МБ объёмом оперативной памяти. Использовалась операционная система Microsoft Handheld PC Professional 3.01. Модель Jornada 690e отличалась отсутствием встроенного 56 кбит/с модема.

#### Jornada 720

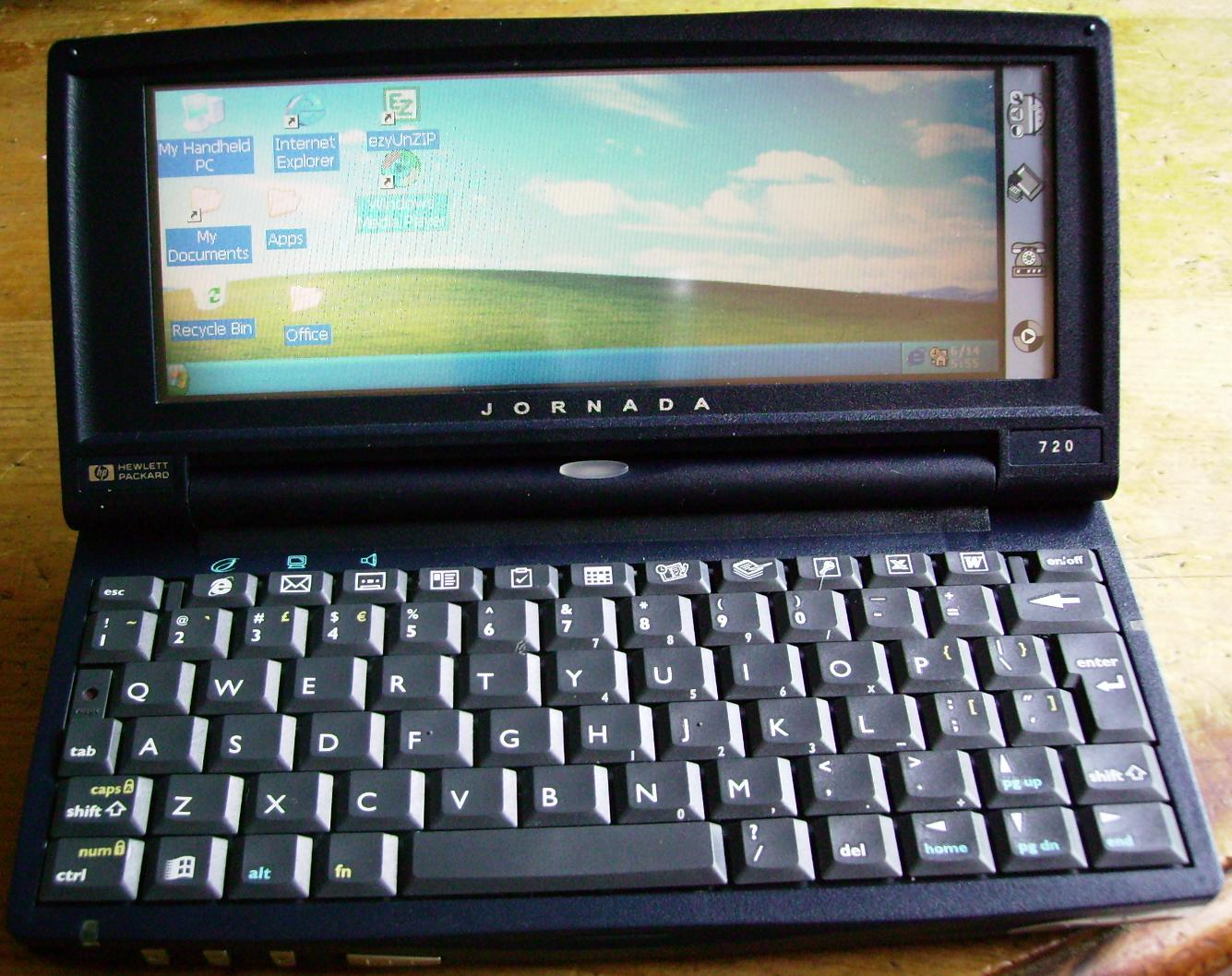
Клавиатурный КПК (Handheld PC) HP Jornada 720

Клавиатурный КПК (handheld PC) Jornada 720 был представлен в 2000 году. В отличие от предыдущих моделей он был основан на процессоре Intel StrongARM (как Jornada 820) с частотой 206 МГц. Устройство работало под управлением операционной системы Microsoft Handheld PC 2000 (Windows CE 3.0). Из других аппаратных характеристик можно отметить 32 МБ ПЗУ и 32 МБ ОЗУ, порт USB 1.1 и разъём для смарт-карт. К мелким улучшениям относится появление поддержки стереозвука и разъёма 3,5 мм для наушников. Экран и прочие характеристики (разъёмы PCMCIA и Compact Flash, инфракрасный и последовательный порты), включая размеры и вес, остались аналогичными модели Jornada 690.

#### Jornada 710
Клавиатурный КПК (Handheld PC) Jornada 710 вышедший в 2001 году, представлял собой бюджетную версию модели Jornada 720. Данная модель отличалась уменьшенным до 24 МБ объёмом ПЗУ и отсутствием модема. Кроме того, комплект поставки был более «бедным», чем у старшей модели.

#### Jornada 728
Jornada 728 — последний клавиатурный КПК (handheld PC), выпущенный компанией Hewlett-Packard. Модель была представлена в 2002 году. От Jornada 720 данное устройство отличалась увеличенным до 64 МБ ОЗУ, обновлённым программным обеспечением, более ёмкой батареей и небольшими косметическими изменениями в дизайне. Как и предшественники, модель работала на StrongARM-процессоре с частотой 206 МГц под управлением операционной системы Handheld PC 2000.

### Palm-size PC
Palm-size PC - платформа компании Microsoft для бесклавиатурных КПК, созданная для конкуренции с устройствами на базе Palm OS. Первые бесклавиатурные КПК Hewlett-Packard были выпущены именно на этой платформе.

#### Jornada 420/428
КПК Jornada 420 был представлен в начале 1999 года. Данная модель являлась одним из первых бесклавиатурных КПК с цветным экраном. Устройство было построено на базе SH3-процессора Hitachi с частотой 100 МГц и работало под управлением операционной системы Microsoft Palm-Size PC 1.2 (Windows CE 2.11). Сенсорный экран был размером 3,5 дюйма (89 мм) с разрешением 240x320 точек и отображал до 65536 цветов. КПК обладал 8 МБ ПЗУ и 8 МБ ОЗУ, для связи с внешними устройствами, как и в моделях handheld PC, использовался инфракрасный порт (SIR/CIR, 115,2 кбит/с) и последовательный порт, совместимый с RS-232, присутствовал также разъём для карт памяти Compact Flash. Для вывода звука на внешние колонки или наушники был предусмотрен разъём 3,5 мм. Модель Jornada 428 отличалась комплектом поставки и набором предустановленного программного обеспечения. Размеры устройства составляли 81 x 130 x 23 мм, а вес — 250 грамм.

#### Jornada 430/430SE
КПК Jornada 430 был представлен в конце 1999 года и являлся развитием Jornada 420/428. Частота процессора была увеличена до 133 МГц, объём ОЗУ возрос до 16 МБ. Кроме того, была добавлена поддержка стереозвука. Остальные характеристики, в том числе габариты и вес остались без изменений. Модель 430SE отличалась от базовой комплектом поставки и набором предустановленного программного обеспечения.

### Pocket PC

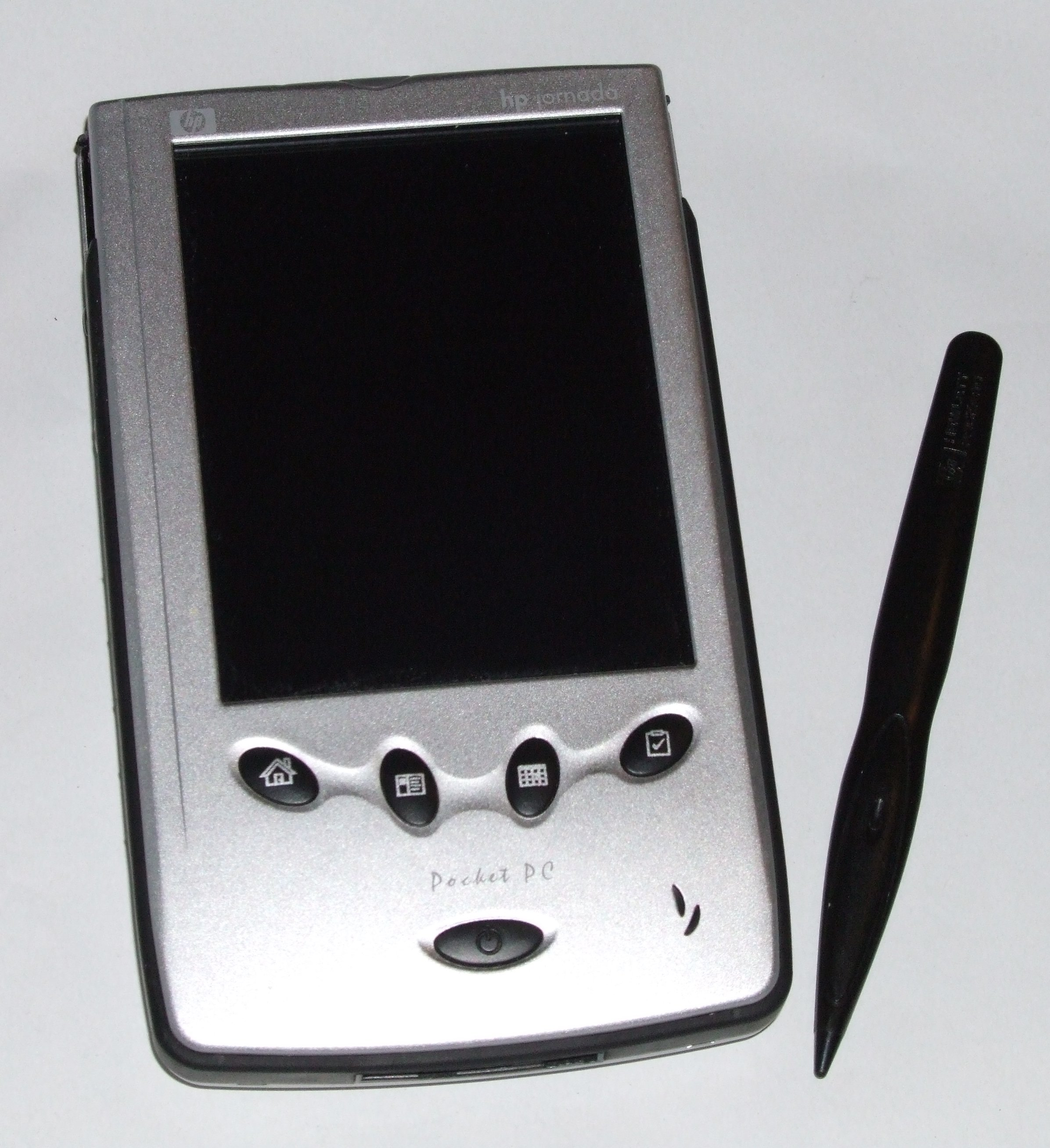
Hp Jornada 520

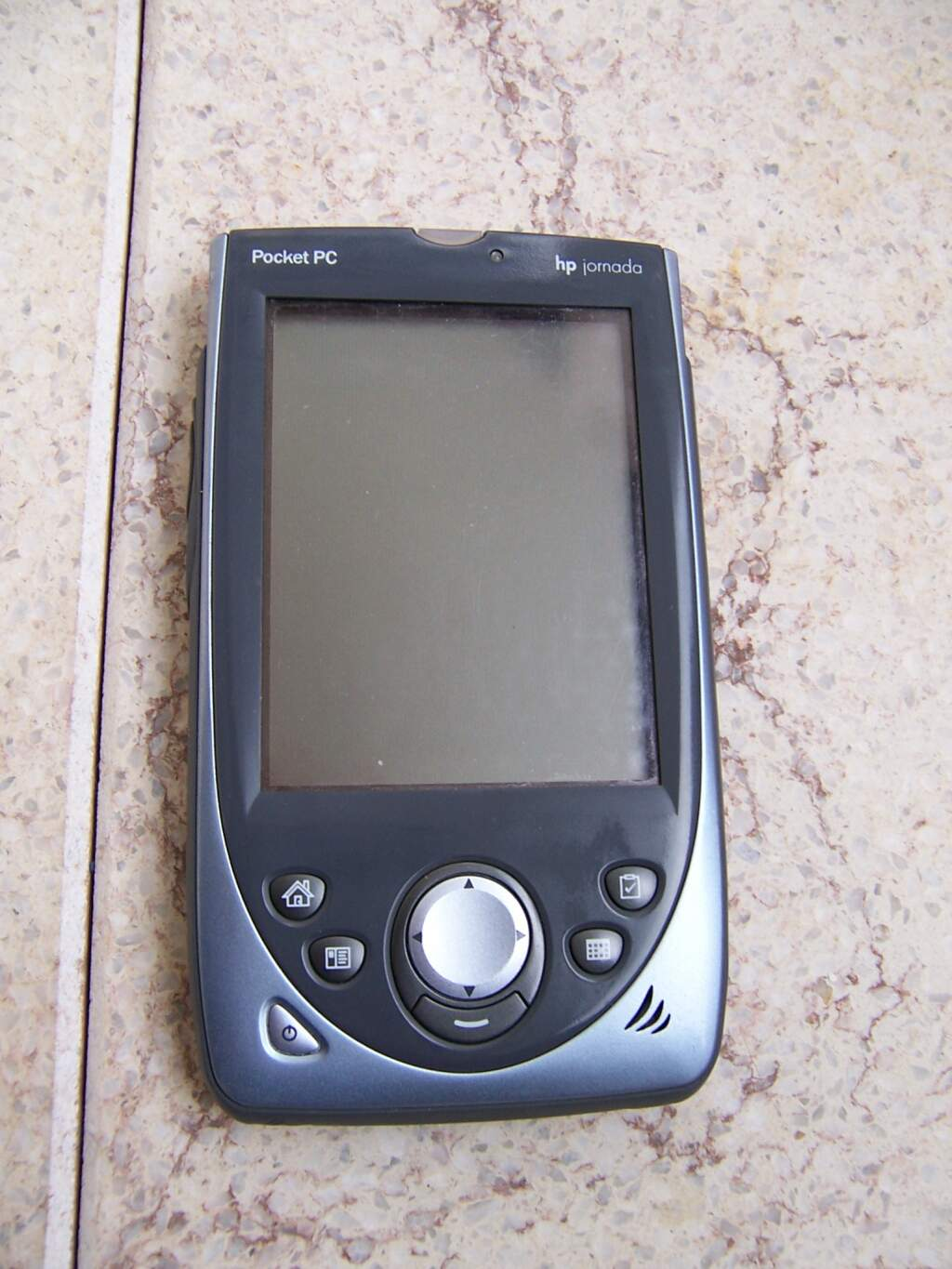
Hp Jornada 568

#### Jornada 540
КПК Jornada серии 540, вышедшие в середине 2000 года были одними из первых КПК на базе платформы Microsoft Pocket PC 2000. В данных устройствах применялся SH3-процессор Hitachi с частотой 133 МГц. Экран с размером диагонали 3,7 дюйма (95 мм) и разрешением 240x320 отображал 4096 цветов. Экран закрывался откидывающейся крышкой. Для связи с внешними устройствами можно было использовать инфракрасный порт (SIR/CIR, 115,2 кбит/с), порт USB 1.1 (проприетарный разъём) и RS-232-совместимый последовательный порт (проприетарный разъём), кроме того был предусмотрен разъём для карт памяти Compact Flash (тип I). Все модели серии 540 поддерживали стереозвук, для его вывода на наушники или колонки был установлен стандартный разъём 3,5 мм. Объём ПЗУ для всех моделей составлял 16 МБ, а объём ОЗУ отличался: 16 МБ для Jornada 545 и 32 МБ для Jornada 547/548. Габариты устройства уменьшились по сравнению с предыдущими моделями (Jornada 430/430SE) и составляли 78 x 130 x 16 мм, вес составлял 260 грамм.

#### Jornada серии 520
КПК Jornada серии 520 представляли собой упрощённую версию серии 540, они вышли в конце 2000 года. В устройстве использовался более дешёвый экран с размером диагонали 3,5 дюйма (89 мм), количество отображаемых цветов было всего 256. Кроме того, отсутствовал порт USB 1.1. Всего в серии 520 было выпущено 2 модели: Jornada 520 и Jornada 525. Обе модели оснащались 16 МБ ОЗУ и 16 МБ ПЗУ и работали под управлением операционной системы Pocket PC 2000, а отличались набором предустановленного программного обеспечения. По размерам Jornada 520/525 не отличалась от моделей серии 540, но вес был немного меньше (230 грамм). Кроме того, у младших моделей отсутствовала откидная крышка (можно было приобрести отдельно) и они были серебристого цвета, в то время как старшие были чёрными.

#### Jornada серии 560
КПК Jornada серии 560 были одними из первых устройств, работающих под управлением операционной системы Microsoft Pocket PC 2002. Модели серии 560 существенно отличались от представителей предыдущих серий, дизайн устройства был существенно переработан, появилась 5-позицонная навигационная клавиша. В Jornada серии 560, как и в handheld PC Jornada серии 700, применялись ARM-процессоры Intel StrongARM с частотой 206 МГц. Экран с размером диагонали 3,6 дюйма (92 мм) и разрешением 240x320 был построен на активной TFT-матрице и мог отображать до 65536 цветов. Также была добавлена поддержка 16-битного стереозвука (в ранних моделях звук был 12-битным). Набор интерфейсов (разъём Compact Flash (тип I), инфракрасный, последовательный RS-232-совместимый и USB порты) остался таким же, как и в предыдущих моделях. КПК Jornada 564/565 обладала 32 МБ ПЗУ на основе флеш-памяти и 32 МБ ОЗУ, а в Jornada 567/568 размер ОЗУ был увеличен до 64 МБ. Вес устройств серии 560 составлял всего 173 грамма, что было существенно меньше веса предшествующих моделей, при сохранении практически тех же габаритов (76,5 x 132 x 17 мм).

### Коммуникаторы

#### Jornada 928
КПК Jornada 928 — первый коммуникатор компании Hewlett-Packard и единственный в серии устройств Jornada. Смартфон работал под управлением операционной системы Microsoft Pocket PC 2002 Phone Edition. Устройство было предназначено для использования в сетях GSM 900/1800 и продавалось исключительно на европейском рынке. Была анонсирована также модель для сетей CDMA, рассчитанная на американский рынок, но так и не была выпущена.  Jornada 928 обладала поддержкой GPRS (класс 8). В качестве сигнала вызова можно было использовать 16-голосые полифонические мелодии. По внешнему виду, набору интерфейсов и функциональности коммуникатор соответствовал КПК серии 560, но был чуть больше по габаритам (78 x 137 x 17 мм) и весу (193 грамма). Основной экран Jornada 928 по своим характеристикам был почти таким же как и у предшествующих КПК, только размер диагонали был немного меньше и составлял 3,5 дюйма (89 мм). Для защиты от повреждений основной экран и клавиши управления закрывались откидной крышкой, для осуществления телефонных функций в верхней части устройства были предусмотрены клавиши приёма и отбоя вызова, а также дополнительный монохромный экран с разрешением 132x32 точки и синей подсветкой. Аппаратная часть коммуникатора была практически аналогичной Jornada 568 (объём ПЗУ составлял 32 МБ, ОЗУ — 64 МБ), но использовался другой ARM-процессор Texas Instruments OMAP 710 в паре с цифровым сигнальным процессором Texas Instruments TMS320C54x, отвечающим за телефонную часть устройства.

## HP Jornada в массовой культуре
- В художественном фильме «И целого мира мало» Джеймс Бонд использовал КПК Jornada 430 для запуска торпеды в туннеле и обезвреживания ядерной бомбы[1]